# 亞納庫丘山
13°49′40″S 71°09′15″W / 13.82778°S 71.15417°W
亞納庫丘山（Yanacucho），是秘魯的山峰，位於該國東南部庫斯科大區，由坎奇斯省的皮圖馬卡區負責管轄，屬於韋爾卡努塔山脈的一部分，海拔高度約5,000米。